# Sylt (ö)

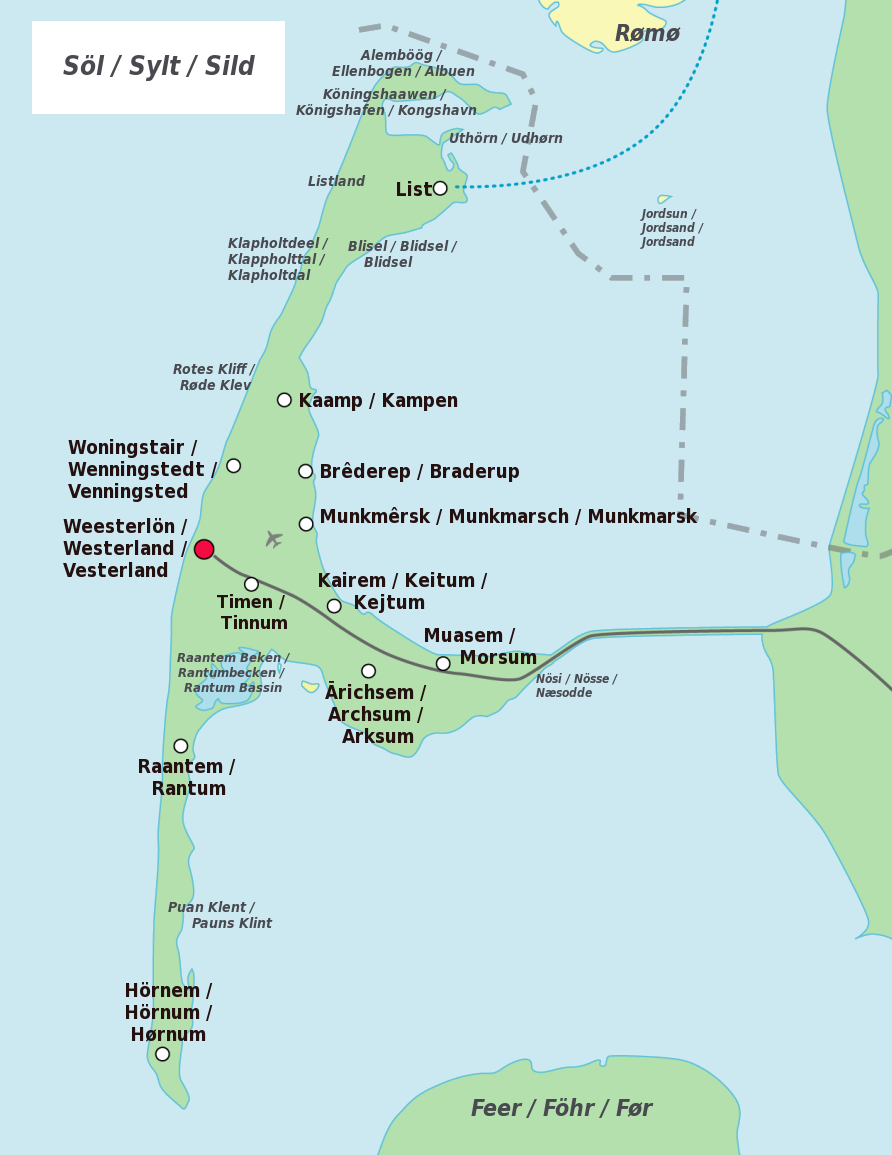
Karta över Sylt.

Sylt (danska: Sild, frisiska: Söl) är en tysk ö i Nordsjön. Den tillhör Kreis Nordfriesland i Schleswig-Holstein, och Nordfrisiska öarna. Öns norra udde är Tysklands nordligaste punkt. Ön var en gång i tiden del av fastlandet, och sjunker fortfarande på grund av erosion. Ön är 99 km² stor, avståndet från nord till syd är 35 km och från väst till öst 13 km. Den högsta punkten är 52 meter över havet. Ön har 21 000 invånare. Den har inte vägförbindelse med fastlandet men väl en järnvägsförbindelse på vilken bilar fraktas över. Ön är ett populärt turistmål. Huvudort är Westerland.

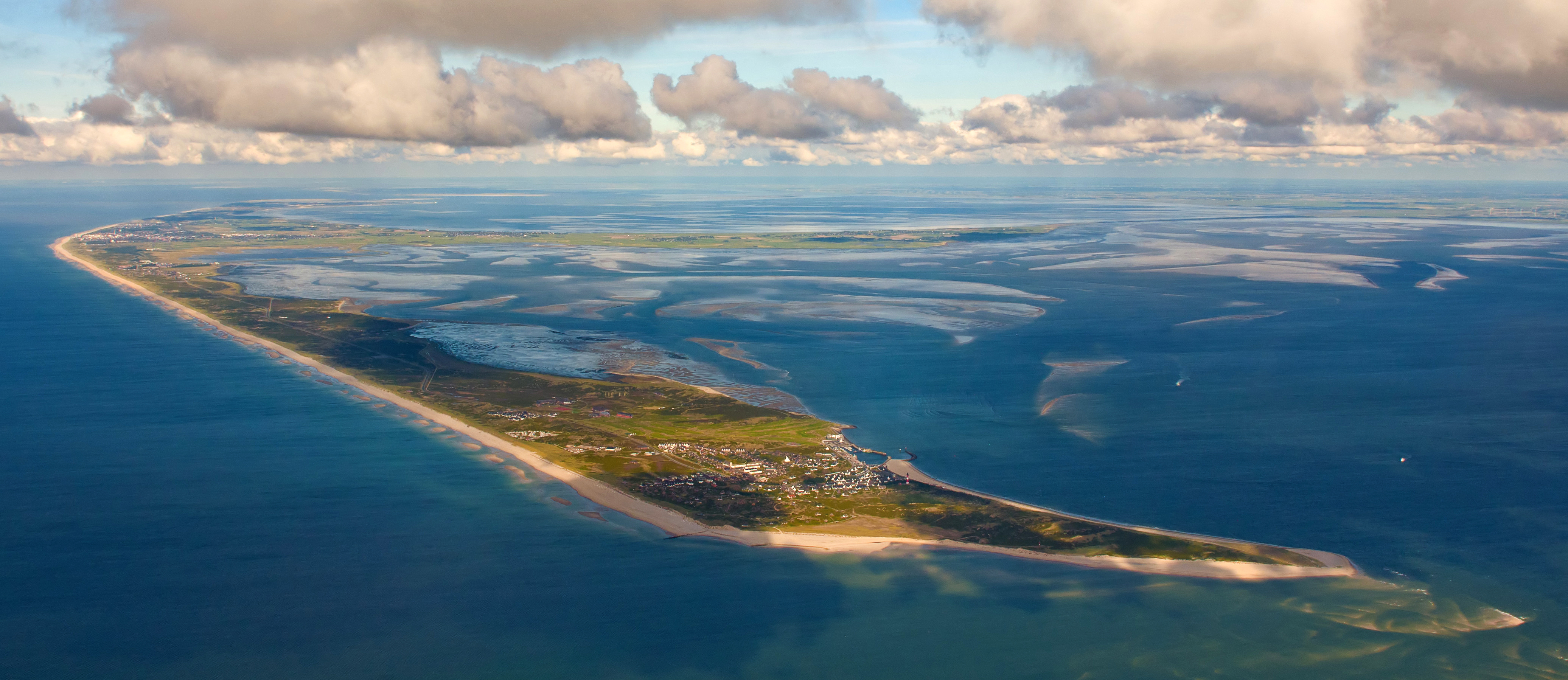
Sylt